# Viale (Olaszország)
Viale (piemontiul: Vial) település Olaszországban, Piemont régióban, Asti megyében. Lakosainak száma 242 fő (2023. január 1.). Viale Cortanze, Piea, Cortazzone, Montafia és Soglio községekkel határos.

## Népesség
A település lakossága az elmúlt években az alábbi módon változott:
| Lakosok száma | 245  | 244  | 242  |
|               | 2017 | 2018 | 2023 |